# Val Thorens
Pour les articles homonymes, voir Thorens.
Val Thorens est une station de sports d'hiver de la vallée de la Tarentaise, située sur la commune des Belleville, dans le département de la Savoie en région Auvergne-Rhône-Alpes. Elle fut aménagée en site vierge à partir de 1969 et inaugurée pour la saison hivernale en 1971.
Avec un village culminant à 2 300 mètres d'altitude, la station de Val Thorens est la station la plus haute d'Europe, bien que son altitude maximale de 3 230 m soit moindre que l’altitude maximale de 3 880 m de la station de Zermatt en Suisse. La station appartient au domaine skiable des Trois Vallées.
La station bénéficie généralement d'une image « animation, sport et forme » tant dans les médias nationaux et internationaux que dans la littérature plus spécialisée, au même titre que d'autres stations de la vallée.

## Géographie

### Localisation

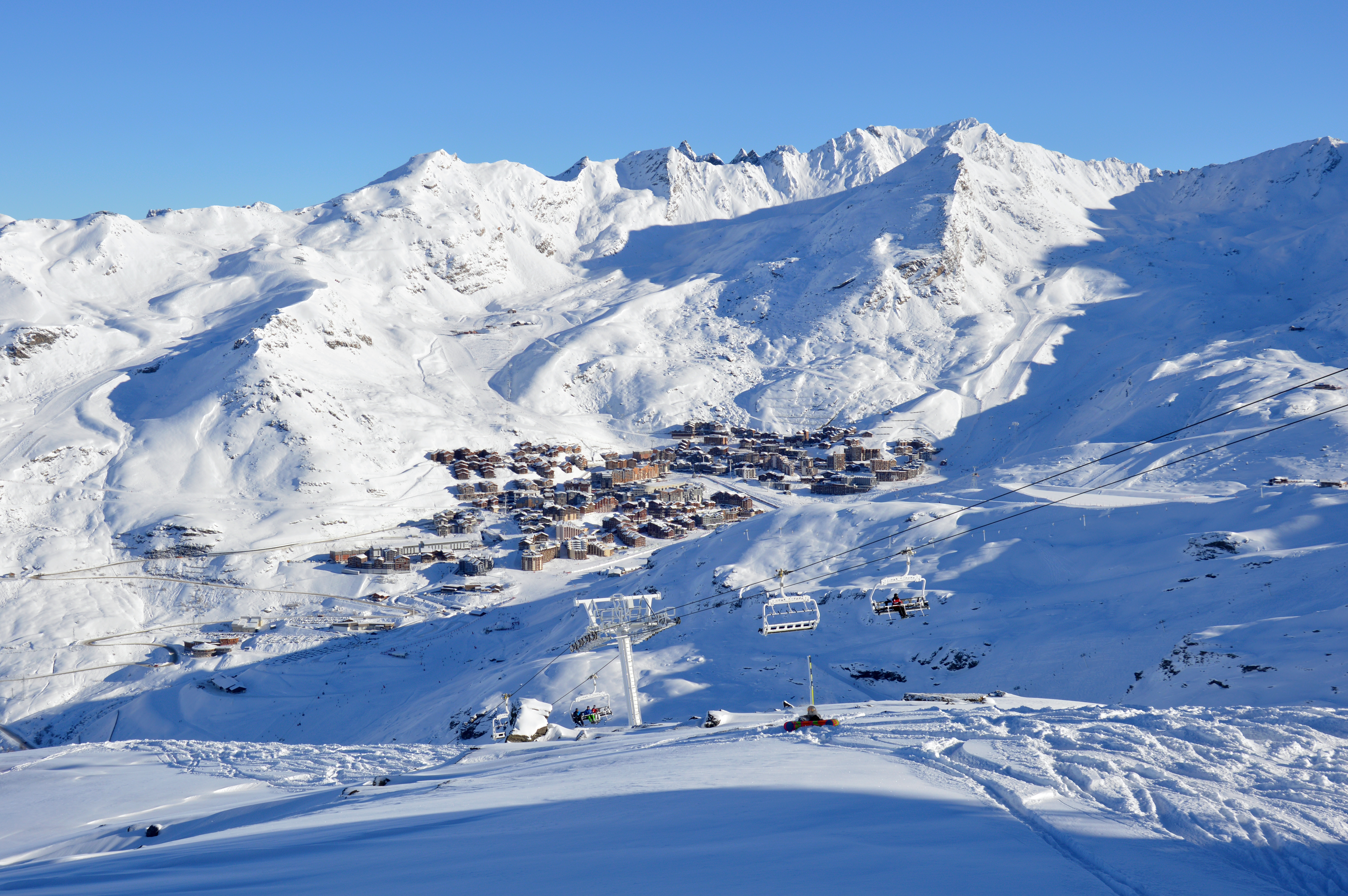
Vue hivernale de la station depuis l'ouest.

Val Thorens se situe dans le massif alpin de la Vanoise, dans le département de la Savoie. Son altitude varie de 1 815 à 3 230 mètres, la station-village culminant pour sa part à 2 300 m, ce qui en fait la plus haute station d'Europe.
La station couvre l'extrémité sud-est de la vallée des Belleville, débutant à Moûtiers, dans un cirque délimité par plusieurs sommets que sont au nord le mont de la Chambre (2 790 m), à l'est l'aiguille de Péclet (3 561 m), la pointe de Thorens (3 262 m) ainsi que des glaciers, au sud la cime de Caron (3 193 m) et le mont Bréquin (3 134 m) et à l'ouest la pointe de la Masse (2 803 m). Tous ces sommets marquent par ailleurs la limite administrative de la commune Les Belleville sur laquelle est située la station.

### Accès à la station
La station de Val Thorens est accessible tant par la route que par les airs.
On accède à la station par la route via une voie express (la route nationale 90), extension de l'A430, en provenance de la combe de Savoie-Albertville, par la sortie no 41 (Val Thorens, Les Menuires, Bozel, Courchevel, Méribel) qui se situe au niveau de la ville de Moûtiers. La station est ensuite accessible par la route départementale 117.
Par ailleurs, le TGV arrive jusqu'en gare de Moûtiers - Salins - Brides-les-Bains, en provenance de grandes métropoles françaises (Paris, distance depuis Paris 600 km, soit 4 h 30 min, Lille ou Nantes) et européennes (Londres, Amsterdam ou Bruxelles), et à l'année par des TER Auvergne-Rhône-Alpes. Le temps de transport vers la station est de trente minutes environ (taxi, navettes du transporteur).
En avion, l'aéroport le plus proche est l'aéroport de Chambéry - Savoie-Mont-Blanc, situé au nord de Chambéry et également fortement desservi durant les week-ends d'hiver.
Enfin, il existe une autre manière de rejoindre directement le domaine skiable de la station, par la commune d'Orelle, située dans la vallée de la Maurienne, en empruntant la télécabine 3 Vallées Express puis le télésiège débrayable de Rosaël, qui mène les skieurs au sommet de la brèche de Rosaël.

## Toponymie
« Val Thorens » est un toponyme créé, tout comme la station. Il est composé d'une référence à un relief, le « Val », qui peut être considéré comme un « label », associé au nom d'un chalet et d'un alpage, Thorens. Thorens est également le nom du vallon où s'écoule le ruisseau de Thorens, qui prend naissance aux glaciers de Thorens et de Caron.
L'Office du tourisme de la station a déposé la marque « Val-Thorens » (no 3288431), enregistrée auprès de l'Inpi le 1er avril 2004. Dans un arrêt du 28 mai 2014, la Cour d’appel de Lyon confirme que l'Office de tourisme est titulaire des droits d’auteur et de marque « Val-Thorens ».

## Historique

### Le projet d'une stationex nihilo
Le Conseil général de la Savoie (CGS), qui veut mettre en place une station de sports d'hiver, en Tarentaise, choisit dans un premier temps la vallée des Belleville, mais se trouve confronté aux gens de la vallée. Le choix se portera sur Courchevel. À la suite du succès de la nouvelle station voisine, le maire Nicolas Jay reprend l'idée du développement d'une station de ski, reprise par son successeur, le député Joseph Fontanet. On fait appel à un promoteur unique la Société d'équipement de la vallée des Belleville (SODEVAB). Toutefois, l'expérience de ce promoteur unique et son projet de station au niveau actuel des Menuires est un échec.

#### Le nouveau promoteur privé
Un nouveau promoteur privé — Super-Tignes —, dirigé par Pierre Schnebelen, dans le cadre du Plan neige de 1964, reprend le projet en 1968 et propose la construction d'une station à plus haute-altitude au niveau du vallon du ruisseau de Thorens. Il s'agirait d'une station d'une capacité de 35 000 à 50 000 lits, et selon les délibérations du CGS du 17 mars 1969 « une quinzaine de télécabines à gros débit, 40 téléskis classiques, 30 téléskis de glacier et d'autres équipements : golf, patinoire, curling, piscines, tennis pour l'été.
Le projet prévoit également une liaison téléportée avec Modane pour récupérer la clientèle de la région de Turin ». Toutefois, afin de permettre le ski d'été, le promoteur demande le déclassement du glacier de Péclet et du glacier de Chavière, situés dans la zone inviolable du Parc national de la Vanoise. Une « Affaire de la Vanoise » naît de cette situation. La plupart des personnalités politiques membres du Conseil d'Administration du Parc national sont plutôt favorables au projet d'extension du domaine skiable au cœur du parc, de même que l'assemblée du Conseil général de la Savoie.
La commune de Modane, propriétaire du glacier, n'accepte de vendre celui-ci qu'en échange de la construction de la station de Val Chavière, en Maurienne,. En octobre 1969, le Premier ministre donne son aval à la construction de la nouvelle station et l'aménagement de son domaine, les premiers repérages sont engagés. La promotion publicitaire de la future station débute dans les différents médias, présentant notamment le glacier dans son domaine skiable.

#### Le mouvement d'opposition des habitants
Un mouvement d'opposition d'écologistes et d'habitants de la vallée s'organise pour s'opposer au projet d'extension au cœur du parc. En 1970, dans un contexte d'élections cantonales, le promoteur de la station annonce la création de 15 000 emplois. Le Président de la République nouvellement élu, Georges Pompidou, qui avait pu donner dans un premier temps son aval, dans une intervention au Conseil des ministres, le 10 juin 1970, déclare : « La France a l'immense chance de disposer de vastes espaces admirables dans leur diversité. Une action déterminée contre les nuisances fait partie de la politique d'environnement. Son objet est de faire que la société de demain soit humaine ». Cette déclaration est comprise comme une garantie de l'inviolabilité du cœur du parc. Les travaux de la station de Val Thorens peuvent se poursuivre, mais sans l'extension sur le glacier et la construction d'une station dans le Val-Chavière. En réalité, en 1974, le glacier avait déjà été équipé de deux téléskis sur les six prévus.

### Les débuts de la station
La nouvelle station ex nihilo est inaugurée lors de la saison hivernale, à Noël 1971, avec une capacité de 13 000 lits, en présence de Joseph Fontanet, alors maire de la commune de Saint-Martin-de-Belleville, et ministre de l'Éducation nationale.
Les premières constructions de remontées mécaniques se sont effectuées durant l'automne 1971 par la société Montaz Mautino aidée par des personnels originaires de la commune.
Les toutes premières pierres ont été posées par Michelle et Élie Richard, lors de la construction du chalet du Thorens.
Les appareils mis en route à Noël furent :
- le téléski du golf ;
- le téléski du Lac ;
- le téléski de la montée du fond, appareil à perches débrayables dont l'arrivée se situait à 3 000 m. Cet appareil comportait 2 angles à l'endroit et un angle à l'envers.

Les bétons des pylônes furent coulés à l'aide d'un hélicoptère de la société Héli-Union, ce qui permit d'expérimenter les premiers assemblages de matériel avec un hélicoptère, ce qui était un exploit pour l'époque et une première[réf. nécessaire].
En 1972, Jean Béranger fonda la première école de ski de Val Thorens, ainsi que le Club des Sports et l'Office du Tourisme.

### Développement de la station

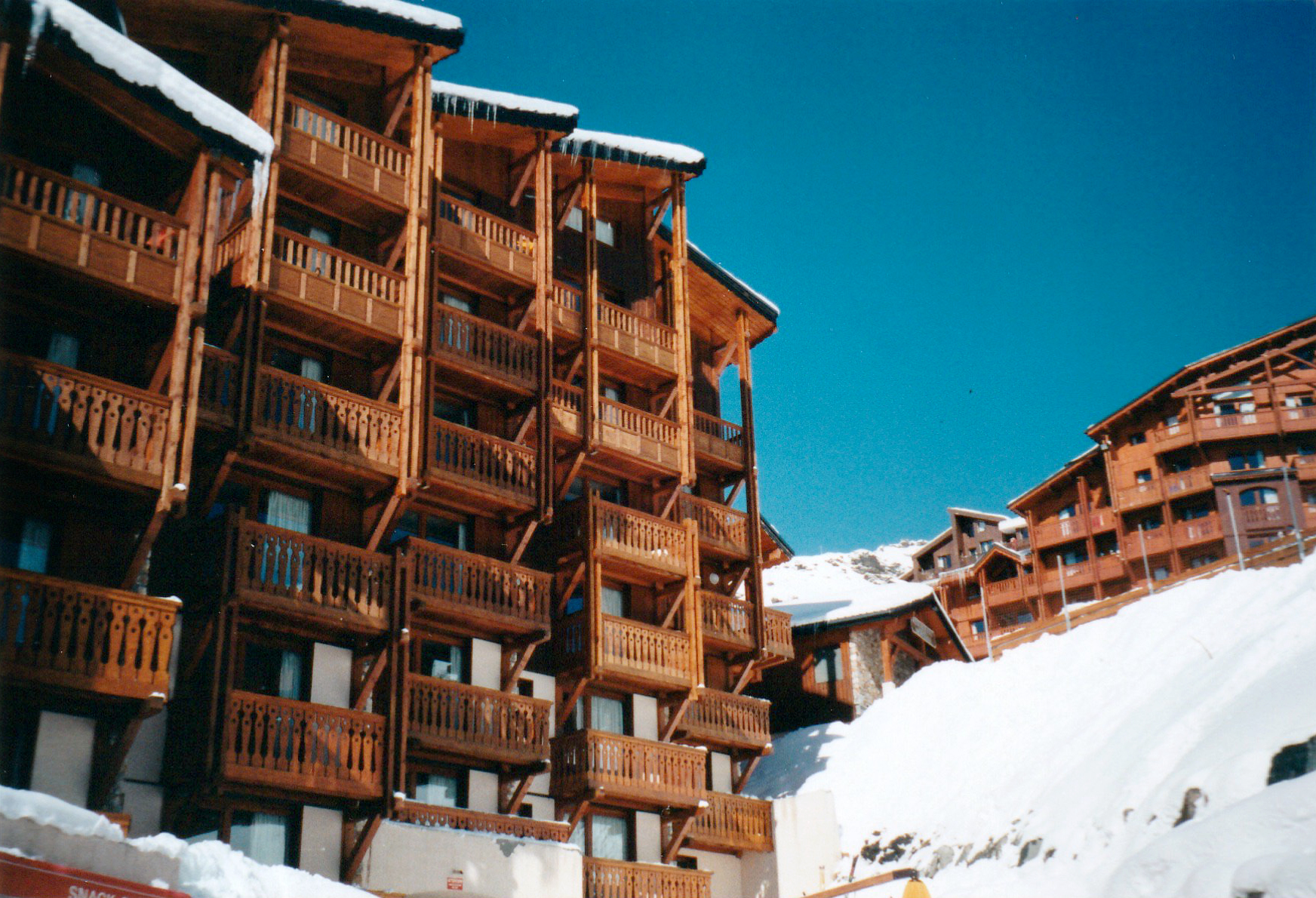
Résidences de tourisme, hiver 1997/1998.

Lors des Jeux olympiques d'hiver de 1992 d'Albertville et de la Savoie, la vallée des Belleville est choisie, malgré des réticences pour organiser une épreuve olympique (slalom spécial messieurs) sur le site des Menuires.
En 1990, les « œufs » quatre places Péclet sont remplacés par le Funitel du Péclet qui peut environ contenir une vingtaine de personnes. Ce fut le premier Funitel mis en place au monde.
En 1995, fut installé à Val Thorens un télésiège débrayable à double embarquement, le TSD six places des Cascades. Ce fut le premier appareil de ce type en France. Il possédait un débit maximum de 4 000 personnes par heure, ce qui était un record pour l'époque[réf. nécessaire].
En 2009, la station s'équipe d'un tapis roulant (tapis roulant Funbelt Castor et Pollux), à la fois double embarquement, double sens de circulation, avec une galerie de protection sur 225 m de long, et pouvant atteindre la vitesse de 1,2 m/s.

## La station

### Promotion et positionnement

Logotype de la station de Val Thorens de 1972 jusqu'en 2009.

La station possédait un logotype composé du nom en lettres noires au centre, et de part et d'autre du nom deux dégradés. Au-dessus, un dégradé de couleur jaune, pour le soleil, et au-dessous un dégradé de couleur bleu, symbolisant la neige. Il est fait mention de l'altitude de la station et du point culminant des pistes 2 300 m et 3 200 m, qui permet de marquer la spécificité de cette station de très haute altitude, selon les saisons soit associé à chacun des dégradés soit en dessous du nom de la station comme dans l'exemple ci-contre. Le logo existe depuis la création de la station en 1972 et n'a pas ou peu évolué, si ce n'est la typologie du nom. En 2009, la station mise sur une modernisation de son image et l'utilisation d'un nouveau logotype où le nom de la station, toujours en lettres noires, est précédé par les initiales « VT » fondues l'une dans l'autre en rouge. Seule l'altitude de la station, 2 300 m, est maintenue. La station a pour slogan "live united" (littéralement traduit "vivre uni"), et promeut ainsi la solidarité montagnarde.
Cette altitude est l'une des identités marketing de la station. Les 2 300 m en font la station la plus haute d'Europe en termes d'implantation du village. Cependant, son altitude maximale de 3 230 m est moindre que l’altitude maximale de 3 880 m de la station de Zermatt en Suisse.
La station est considérée et se positionne comme un lieu sportif, tout comme sa voisine des Ménuires ou encore Tignes. Elle reçoit en 2016 le titre de « Meilleure Destination Européenne de ski d'Europe » (Best ski resorts in Europe 2016) pour la troisième fois consécutive. La station avait été élue, en 2014, « Meilleure station de ski du Monde » et « Meilleure station de ski Française ». Déjà en 2013, la station avait été désignée « Meilleure station de ski du Monde » et « Meilleure station de ski Française », mais également « Station Européenne la plus innovante »,.
La station a obtenu plusieurs labels, en 2016, « Famille Plus Montagne » ; « Station grand domaine » et « Stations nouvelles glisses ». Elle fait partie également des stations françaises ayant le label Top of the French Alps (TOTFA).

### Le village

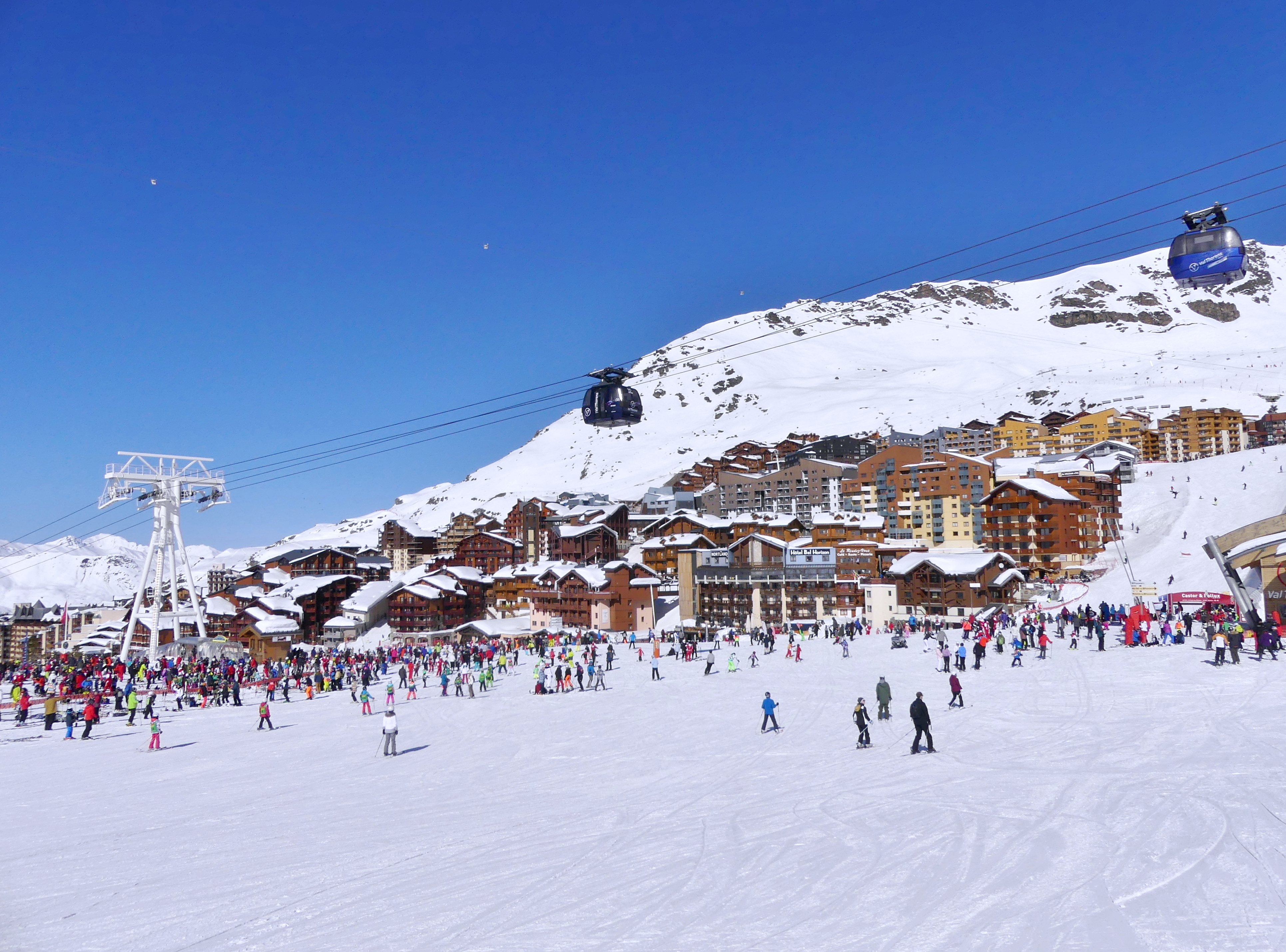
Le village de Val Thorens en février 2019.

Val Thorens est une station semi-piétonnière où les voitures ont le droit de circuler mais pas de stationner en dehors des parkings pendant la saison d'hiver.
Tous les hébergements de la station se trouvent au pied des pistes, les navettes gratuites n'étant utilisées que pour les déplacements à l'intérieur du village.

### Équipements
Les hivernants peuvent profiter d'un très grand centre sportif et de loisirs (anciennement centre Pierre Barthes construit à l'origine pour compléter l'offre sportive estivale lorsqu'il était possible de pratiquer le ski d'été sur glacier), d'un bowling. Motoneiges, bars, pubs, discothèques, salons de thé, salles de jeux et autres activités diverses complètent l'offre d'après-ski.
La station de Val Thorens est l'une des plus importantes stations du monde de sports d'hiver où se retrouvent chaque hiver 300 000 vacanciers dont 70 % d’étrangers.
La station possède 6 ascenseurs publics dont 4 reliant les résidences en aval au centre sportif.

### École de ski
La station permet l'accès à des cours de ski, pour les débutants ou le perfectionnement. Les cours sont dispensés par six organismes.

### Hébergement et restauration
En 2014, la capacité d'accueil de la station, estimée par l'organisme Savoie Mont Blanc, est de 31 223 lits touristiques répartis dans 3 614 établissements. Les hébergements se répartissent comme suit : 310 meublés  ; 31 résidences de tourisme ; 14 hôtels ; 2 centres ou villages de vacances/auberges de jeunesse.
En février 2014, une étude du site web TripAdvisor, appelée « TripIndex Ski », portant sur 27 stations françaises place la station avec un coût journalier 301,61 € en tête des stations les plus chères de France.
Douze hôtels, dont quatre 5 étoiles, et de nombreuses résidences de tourisme et clubs constituent une grande partie de l'hébergement de la station. Lors du palmarès de 2016, la table de Jean Sulpice se trouve dans le palmarès du guide Michelin, avec deux étoiles (obtenue en 2010), L'Épicurien a une étoile.

## Domaine skiable et gestion

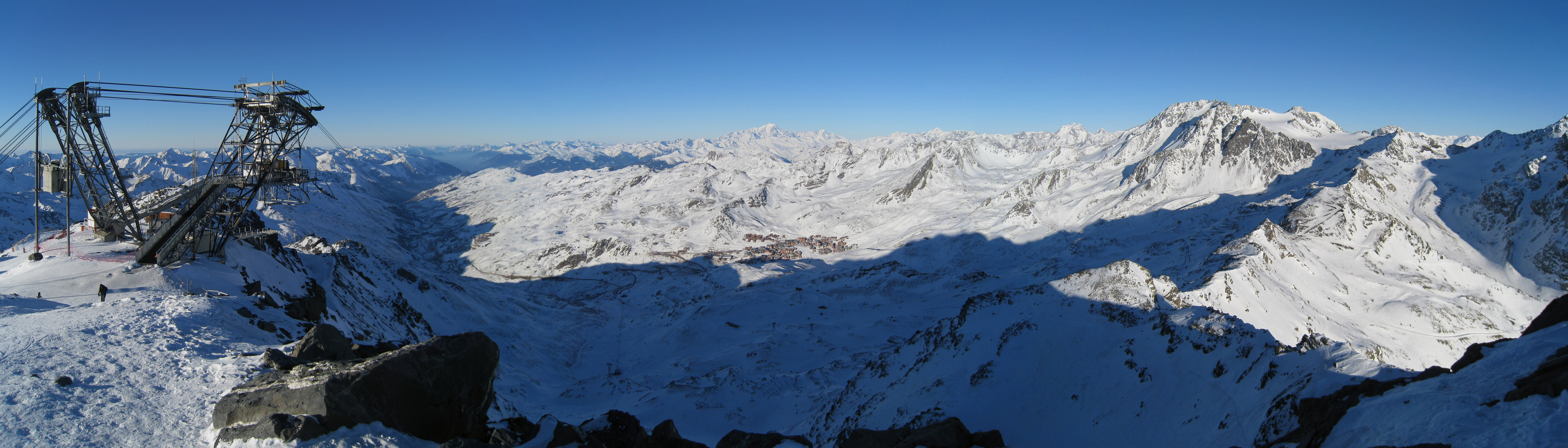
Panorama depuis le sommet de la cime de Caron.

### Domaine skiable

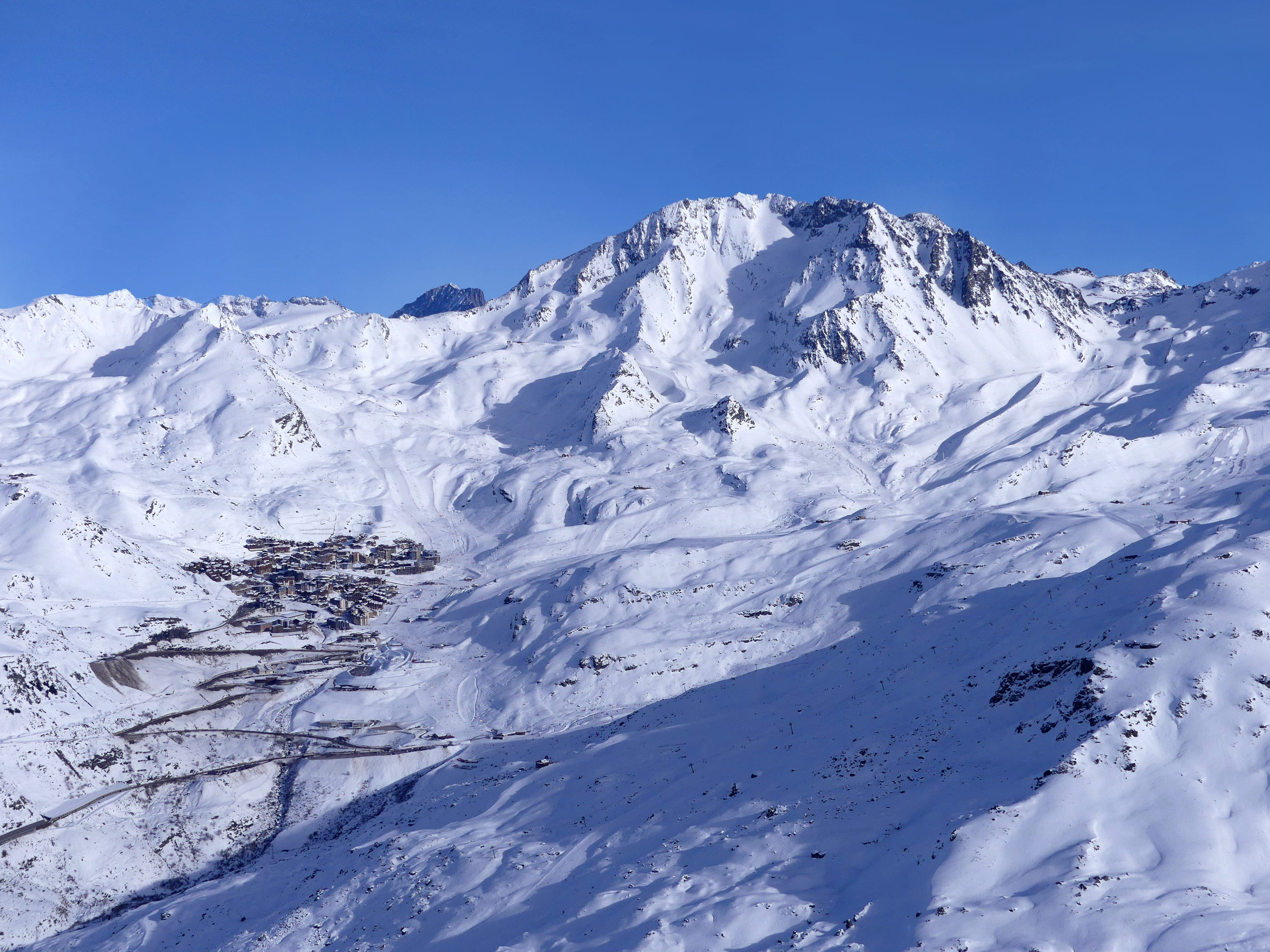
Val Thorens sous l'aiguille de Péclet.

Val Thorens appartient au domaine des 3 Vallées développant 600 km de pistes. Le domaine de Val Thorens à lui seul est composé de 150 km de pistes. Ce dernier est exploité par la SETAM (Société d'exploitation des téléphériques de Tarentaise Maurienne).
La station dispose depuis début 2014, de la plus haute tyrolienne du monde accessible uniquement aux skieurs reliant la pointe du Bouchet (3230 m) à la pointe de Thorens (3002 m). Celle-ci est longue de 1,3 km, peut atteindre une vitesse de 65 à 105 km/h et survole la vallée de Pierre Lory à hauteur de 250 m. Elle est accessible de 8 à 88 ans. Le "vol" est facturé, quant à lui, à hauteur de 55€.
Elle propose également depuis quelques années la plus longue piste de luge de France (6 km, avec un dénivelé de 700 m de 3 000 à 2 300 m d'altitude). Un circuit automobile sur glace permet également d'apprendre à conduire sur terrain glissant. Elle propose également un snowpark de plus de 70 000 m2 avec bordercross permanent, big air avec réception sur matelas, tables, handrails...

### Les remontées mécaniques

Les remontées mécaniques de la station
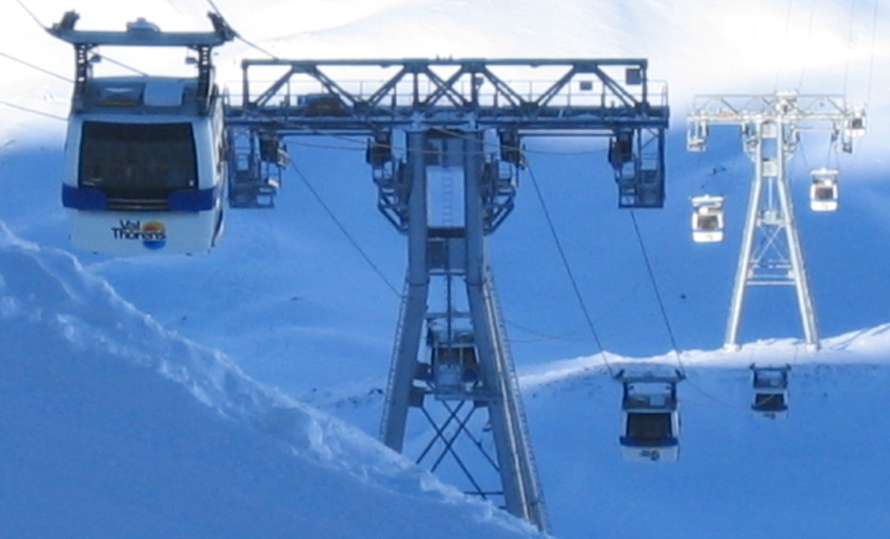
Le funitel du Grand-Fond.
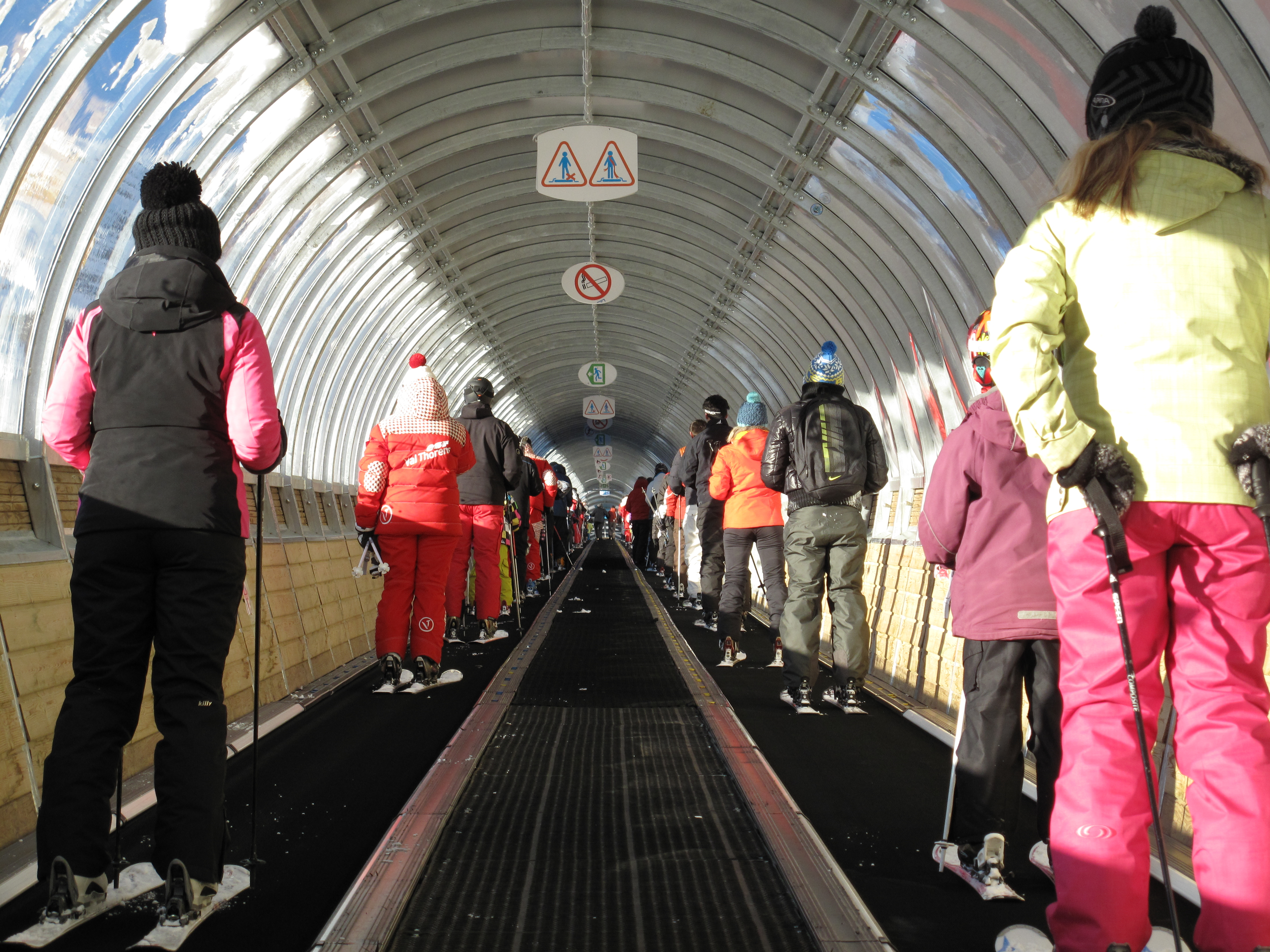
Tapis roulant Funbelt pour skieurs.
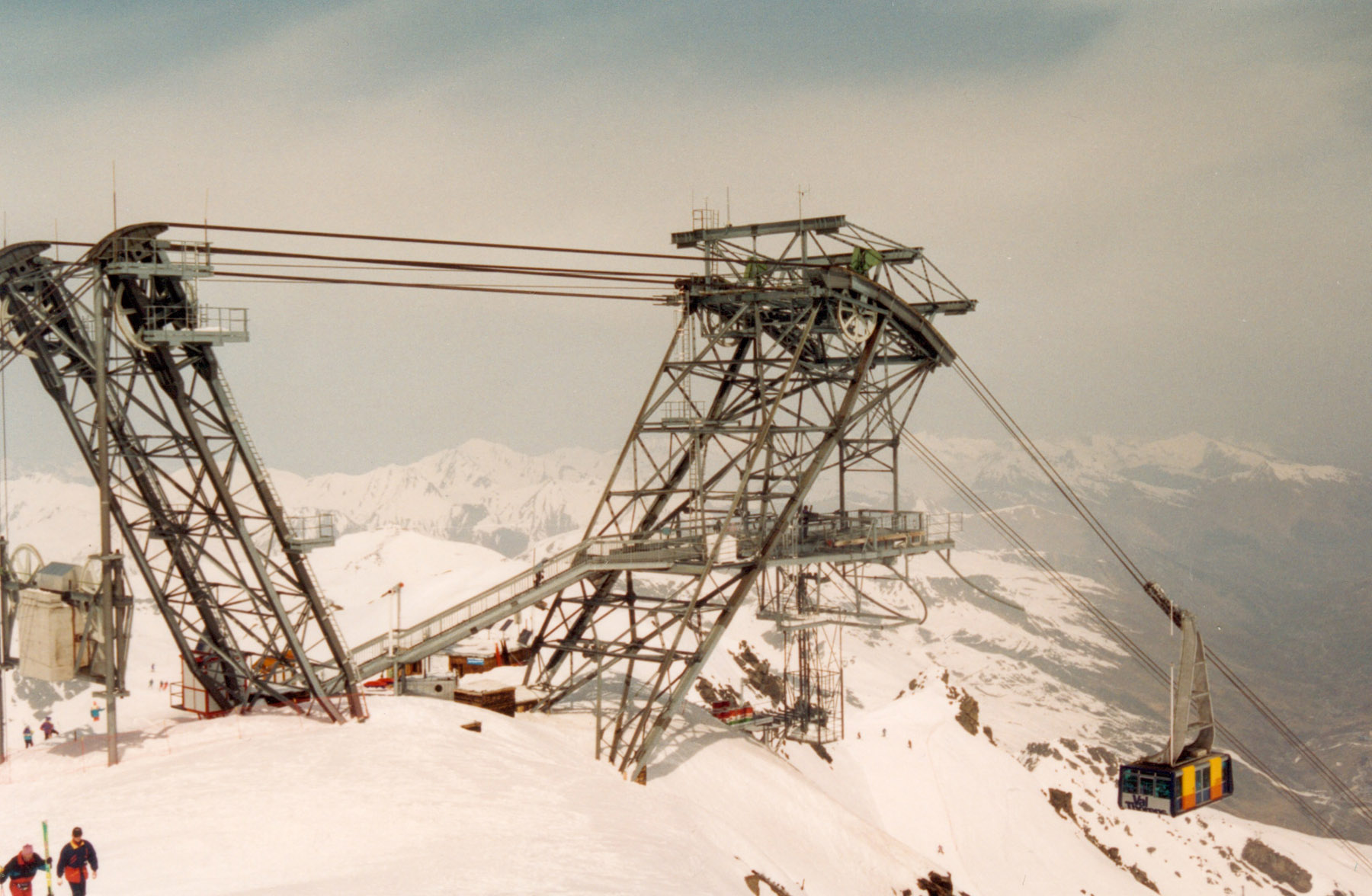
Arrivée téléphérique sur la cime de Caron.
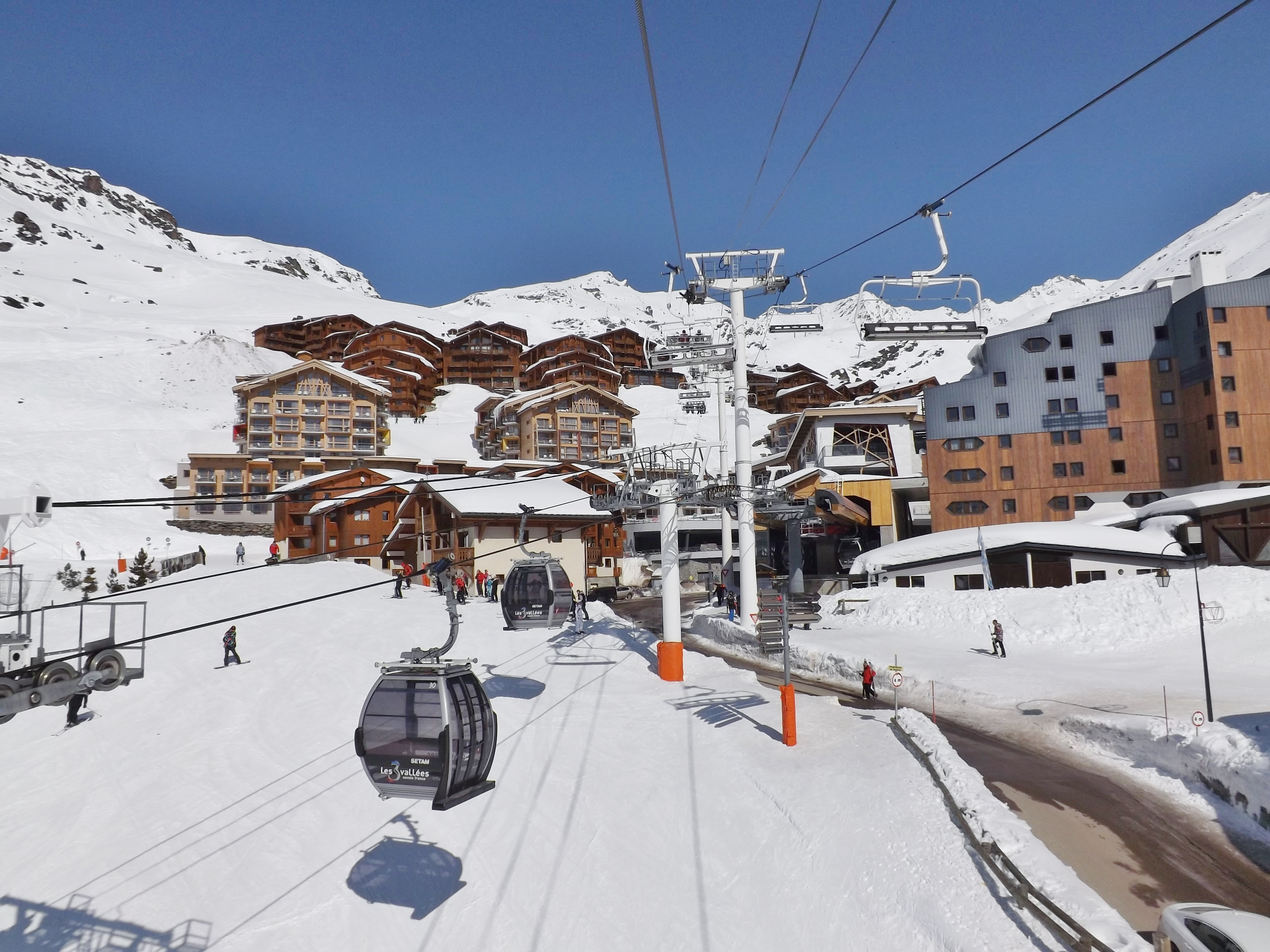
Remontées mécaniques dans la station-village.
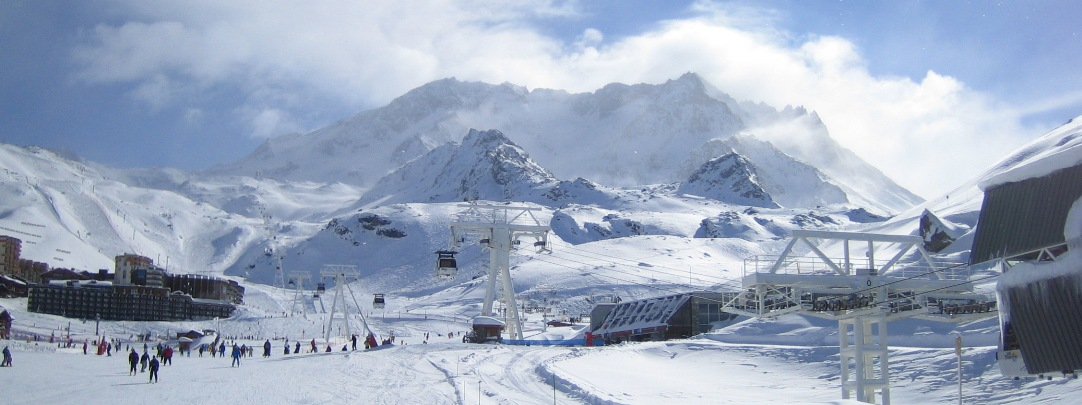
Le funitel de Péclet.

## Sport et compétitions

### Sports d'hiver
La station de ski de Val Thorens propose un domaine skiable parfaitement adapté aux sportifs. Dans ce cadre là de nombreuses activités sont proposées :
- Canyoning
- Hockey sur glace
- Parapente
- Rafting
- Plongée sous glace
- Tyrolienne
- Football
- Squash
- Escalade

### Cyclisme
| Édition | Étape                                       | Vainqueur de l'étape |
| ------- | ------------------------------------------- | -------------------- |
| 1994    | 17e étape (Le Bourg-d'Oisans - Val Thorens) | Nelson Rodríguez     |
| 2019    | 20e étape (Albertville - Val Thorens)       | Vincenzo Nibali      |

La station de Val Thorens a accueilli l'arrivée de la 17e étape du Tour de France 1994. Elle est gagnée par le colombien Nélson Rodríguez qui bat au sprint Piotr Ugrumov. La 20e étape du Tour de France 2019 est gagnée par l'italien Vincenzo Nibali qui s'impose en solitaire avec dix secondes d'avance sur Alejandro Valverde.
La montée est classée hors catégorie.
- Altitude : 2 340 m
- Départ : Moûtiers (479 m)
- Dénivellation : 1 861 m
- Longueur : 36 km
- Pente : 5,2 % (maximum à 9,1 %)

## Personnalités liées à la station
- Christine Goitschel, ancienne skieuse, pionnière de la station.
- Marielle Goitschel, ancienne skieuse.
- Jean Béranger, ancien entraîneur de l’équipe française de ski féminine.
- Joseph Fontanet, maire à l'initiative de la construction de la station.
- Georges Cumin, polytechnicien, ingénieur général des ponts et chaussées, concepteur de la station puis maire pendant 24 ans.
- Adrien Théaux, skieur spécialisé en descente et en super G.
- Jean-Frédéric Chapuis, skieur spécialisé en skicross. Champion du monde en 2013 et champion olympique à Sotchi (2014).
- Chloé Trespeuch, snowboardeuse, médaille de bronze aux Jeux olympiques de Sotchi (2014) et médaille d'argent à Pékin (2022).
- Léo Trespeuch, snowboardeur, triple champion de France, champion du monde universitaire, docteur en Sciences de gestion, professeur de gestion à l'École de Gestion UQTR à Trois Rivières au Québec.
- Édouard Loubet, grand chef cuisinier français né à Val Thorens qui a signé la carte du restaurant L'Epicurious du Club Med de la station.
- Camille Rey, guide de haute montagne, pionnier de la station, créateur de "la compagnie des guides de la Vallée des Belleville" et premier guide de la vallée. Il est originaire de Saint-Martin-de-Belleville.
- Paul Moucheraud, ancien skieur, coureur cycliste professionnel.
- Éric Berthon, skieur, vainqueur des Championnats du monde de ski acrobatique 1986 à Tignes (France).